# George Roy McWilliam
George Roy McWilliam (1905-1977) est un homme politique canadien du Nouveau-Brunswick.

## Biographie
George Roy McWilliam naît le 21 juillet 1905 à Sydney, en Nouvelle-Écosse. Il passe néanmoins l'essentiel de sa vie à Newcastle, au Nouveau-Brunswick, où il publie un journal local, le North Shore Leader.
Il se lance parallèlement en politique et est élu le 27 juin 1949 député fédéral de la circonscription de Northumberland sous l'étiquette libérale. Il est ensuite constamment réélu pendant 18 années dans la même circonscription, qui prend le nom de  Northumberland—Miramichi à compter de 1955. Durant cette période, il est nommé Secrétaire parlementaire du ministre des Postes du 14 mai 1963 au 19 février 1964 puis Secrétaire parlementaire du ministre des Travaux publics du 20 février 1964 au 8 septembre 1965 sous le gouvernement Pearson.
George Roy McWilliam meurt le 15 mai 1977. 